# Bricoman

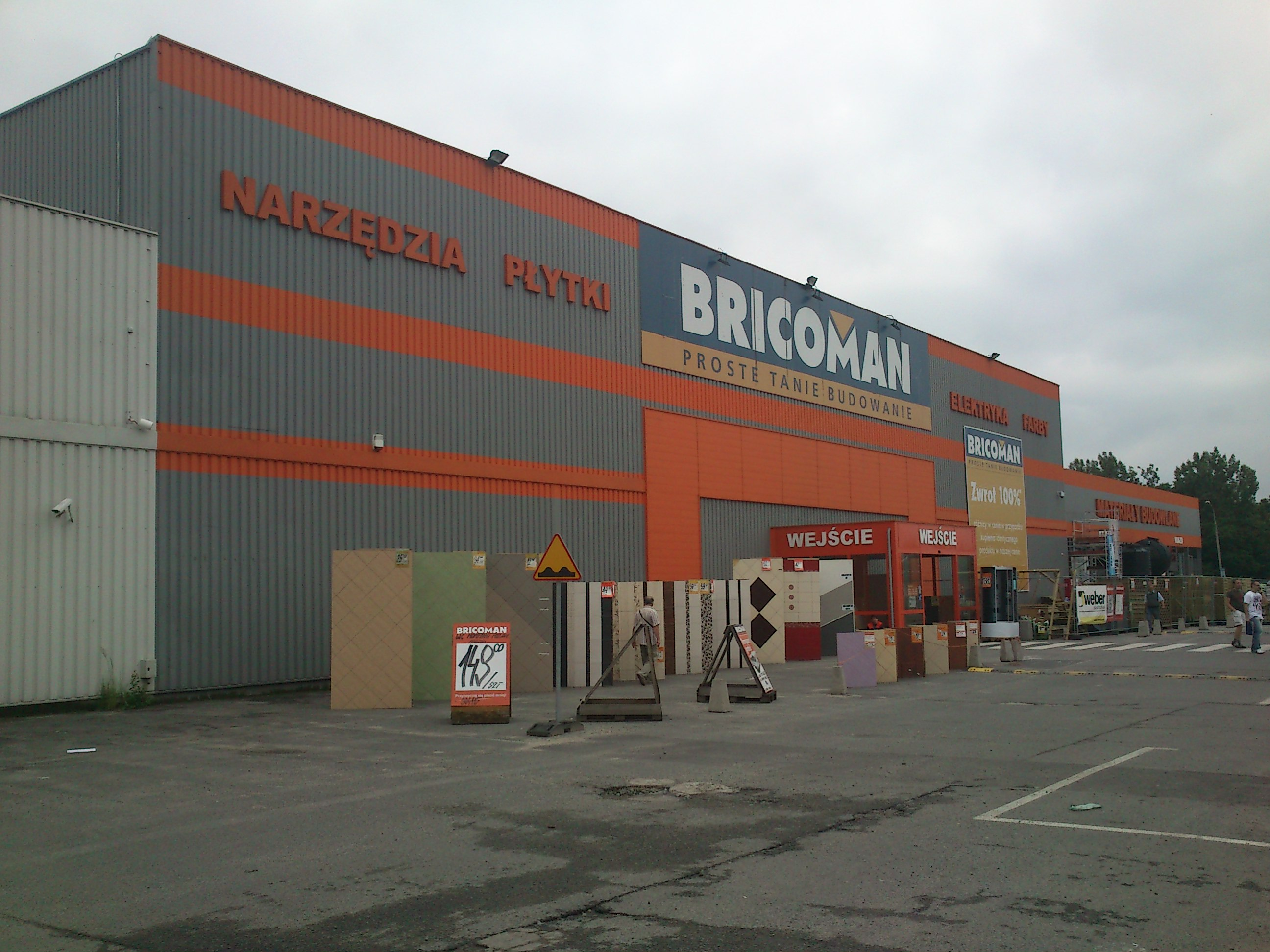
Sklep Bricoman w Poznaniu

Bricoman – sieć francuskich składów remontowo-budowlanych, należąca do Groupe Adeo. Nazwa sieci nawiązuje do idei zrób to sam (fr. bricolage) i są to sklepy zapewniające towar dla majsterkowiczów i prowadzących remonty.

## Historia
- 1998: powstanie firmy Bricoman we Francji
- 1999: otwarcie pierwszego francuskiego sklepu w Lyonie
- 2007: otwarcie pierwszego polskiego sklepu w Warszawie